# Salz und sein Preis
Salz und sein Preis, auch Carol (englisch The Price of Salt oder Carol), ist ein Liebesroman der US-amerikanischen Autorin Patricia Highsmith. Sie veröffentlichte den Roman zunächst 1952 unter dem Pseudonym Claire Morgan beim amerikanischen Verlag Coward-McCann. Highsmith gab ihre Autorenschaft erst 1990 preis und veröffentlichte den überarbeiteten Roman nun unter dem Titel Carol. Die deutsche Übersetzung erschien 1990 beim Schweizer Diogenes Verlag als Carol und 2006 im Rahmen einer deutschsprachigen Gesamtausgabe der Werke Highsmiths in einer Neuübersetzung unter dem Titel Salz und sein Preis. Das Buch wurde 2015 in britisch-amerikanischer Coproduktion von Todd Haynes unter dem Namen Carol verfilmt.
Das Buch erzählt von der neunzehnjährigen Therese, die sich zum ersten Mal verliebt: in Carol, eine dreizehn Jahre ältere Frau, und von den Krisen um diese Liebe.

## Inhalt
Das Buch hat 23 nummerierte Kapitel, der zweite Teil beginnt mit dem Kapitel 12.
Therese Belivet wuchs bei ihrer Großmutter und im Internat auf, nachdem ihr Vater, ein Jurist und Amateurmaler, verstarb, als sie erst sechs Jahre alt war, und ihre Mutter, eine Konzertpianistin, ein zweites Mal heiratete. Therese hat ihre Mutter schon seit Jahren nicht mehr gesehen. Sie ist jetzt neunzehn Jahre alt, steckt in einer Ausbildung zur Bühnenbildnerin, lebt allein in einem Zimmer in Manhattan und sucht einen Job. Eine feste Stelle kann sie nur erhalten, wenn sie sich in die Gewerkschaft einkauft, das Geld dafür hat sie noch nicht zusammen. Therese hat für das Weihnachtsgeschäft eine Aushilfsstelle beim Kaufhaus „Frankenberg's“ bekommen und arbeitet als Verkäuferin an der Puppentheke in der Spielwarenabteilung. Die Arbeit verlangt stundenlanges Stehen und ist somit sehr anstrengend. Mit ihren Kolleginnen hat sie wenig Kontakt, allein die von ihr als alt und hässlich empfundene Mrs. Robicheck wird von ihr respektiert, und sie lässt sich einmal in ihre Wohnung einladen, als sie sich bei einem Einkauf in einem Supermarkt treffen.
Therese ist mit Richard Semco zusammen, der ihr den Spitznamen Terry gab. Er träumt davon, Maler zu werden, während seine Eltern erwarten, dass er in den Familienbetrieb, der Gasflaschen herstellt, einsteigt. Terry (wie Richard sie nennt) hatte schon mal Dates mit zwei Männern, die aber umgehend mit ihr Schluss machten, als ihnen klar wurde, dass sie nicht mit ihnen ins Bett gehen wollte. Mit Richard hatte sie ein paar Mal Sex, den sie aber immer als schmerzvoll erlebte, woraufhin der geduldige Richard sich Vorwürfe machte. Richard glaubt gutmütig, dass sich das Problem irgendwie einrenken wird, plant eine baldige Europareise mit Terry und denkt an Heirat. Terry war auch schon zu Richards Eltern eingeladen und wurde dort herzlich aufgenommen. Richards Freund, der Schauspieler Phil McElroy, wird demnächst im „Black Cat Theatre“ in einer Komödie mitspielen und verspricht, sich dafür einzusetzen, dass Terry den Auftrag für das Bühnenbild erhält.
Bei „Frankenberg's“ fällt Therese eine attraktive blonde Kundin in einem Nerzmantel auf. Als sich ihre Blicke kreuzen, kann Therese den Blick nicht abwenden. Die Kundin, Mrs. Aird, kauft bei ihr einen Puppenkoffer und dann noch eine Puppe und gibt ihre Adresse an, damit die Ware zu ihr nach Hause gebracht werden kann. In einer spontanen Eingebung schickt Therese der Kundin am Folgetag eine Firmenweihnachtskarte und versieht sie mit ihrer Personalnummer als Absender. Carolin Aird vermutet die Anmache irgendeines Mannes, ruft aber trotzdem bei „Frankenberg's“ an und verabredet sich mit Therese in einem Café in der Stadt.
Therese wird von Carol nach Hause eingeladen, wo sie die Familienverhältnisse kennenlernt. Die zweiunddreißigjährige Carol lebt mit ihrem Mann Harge, einem wohlhabenden Immobilienmakler, in Scheidung, er ist einstweilen mit der fünfjährigen Tochter Rindy zu seinen Eltern gezogen. Da der Vater die Tochter am Weihnachtsabend nicht zur Mutter lässt, improvisieren Carol und Therese den Abend.
Nach den Weihnachtsfeiertagen beginnt Therese im „Black Cat Theatre“ mit der Arbeit an dem Bühnenbild für „Schwacher Regen“.
Therese wird von Carols bester Freundin Abby zu einem Mittagessen eingeladen und ausgeforscht. Abby, die eigentlich Entomologie studiert hatte, und Carol hatten mal ein Möbelgeschäft betrieben. Sie hatten eine zwei Monate währende Liebesaffäre. Therese sieht sich als Rivalin von Abby, die ihrem Liebesverhältnis zu Carol nachtrauert.
Richard kauft die Schiffskarten für die Europareise, und Terry sagt ihm ab, sie wird stattdessen Carol auf einem mehrwöchigen Autotrip westwärts begleiten. Er klammert sich mit Liebesbriefen, die Terry nicht beantwortet, an seine Hoffnungen und wirft ihr zum Schluss krankhaftes Verhalten vor, weil sie mit einer Frau zusammen ist.
Auf der Fahrt gestehen Therese und Carol sich ihre Liebe. Sie fahren über Chicago weiter Richtung Westen, Therese macht beiläufig den Führerschein.
In Salt Lake City bemerken sie, dass Harge Aird einen Privatdetektiv beauftragt hat, Beweise für eine lesbische Beziehung seiner Frau zu sammeln, um ihr mit diesem Argument das Sorgerecht für Rindy zu verwehren. Harge hat außerdem einen Liebesbrief Thereses an Carol zugespielt bekommen. Von Abby telefonisch alarmiert unterbricht Carol die Reise und fliegt nach New York, Therese wartet derweil in Sioux Falls, mietet sich ein Zimmer und sucht sich einen Job, um die plötzliche Leere zu füllen, und kommt in eine Krise.
Für Carol geht alles schief, Harge hat sich das alleinige Sorgerecht für Rindy mit Drohungen erpresst, und sie soll sich auch verpflichten, das lesbische Verhältnis zu Therese zu beenden, wenn sie Rindy überhaupt jemals zu Gesicht bekommen will. In dieser schier aussichtslosen Situation gibt sie trotzdem nicht klein bei.
Therese fühlt sich von Carol verlassen und hintergangen. Sie kehrt nach New York zurück, zieht um, ändert ihre Frisur, ihre Kleidung, fasst auch beruflich neuen Tritt, da sie zu einem Empfang eingeladen wird, wo sie von Theater- und Fernsehleuten Tipps für Aufträge erhalten könnte. Sie trifft sich vorher noch einmal mit Carol in der Stadt, um ihr das Auto zurückzugeben. Als Carol ihr eine Liebeserklärung macht und sie bittet, zu ihr in ihre neue Wohnung in der Stadt zu ziehen, lehnt Therese das ab, Therese geht zu ihrem Termin, Carol zu einer Verabredung in einem Restaurant.
Auf dem Empfang wird sie zukünftigen Kollegen vorgestellt. In den Trubel platzt der Auftritt einer blonden Schauspielerin, deren umherschweifender Blick sich in den Augen Thereses verfängt, was Therese an ihre Gefühle beim Eintritt Carols in die Puppenabteilung erinnert, Therese nun aber dazu ermutigt, selbst zu bestimmen, was sie tut. Sie schlägt die Avancen der attraktiven Frau aus.
In der Schlusssequenz eilt Therese weg von der Party und sucht Carol in dem Restaurant. Sie geht auf sie zu, derweil sie sich eingesteht, dass sie Carol liebte und immer lieben würde.

### Personen
- Therese Belivet
- Carolin Aird
- Hargess Aird („Harge“)
- Nerinda Aird („Rindy“)
- Richard Semco
- Abigail Gerhard („Abby“)
- Phil McElroy, Schauspieler
- Danny McElroy, Physiker
- Florence, Hausmädchen bei Aird
- Mrs. Robicheck, Verkäuferin
- ein Privatdetektiv
- Elizabeth Cooper, Zimmervermieterin in Sioux Falls

## Entstehung

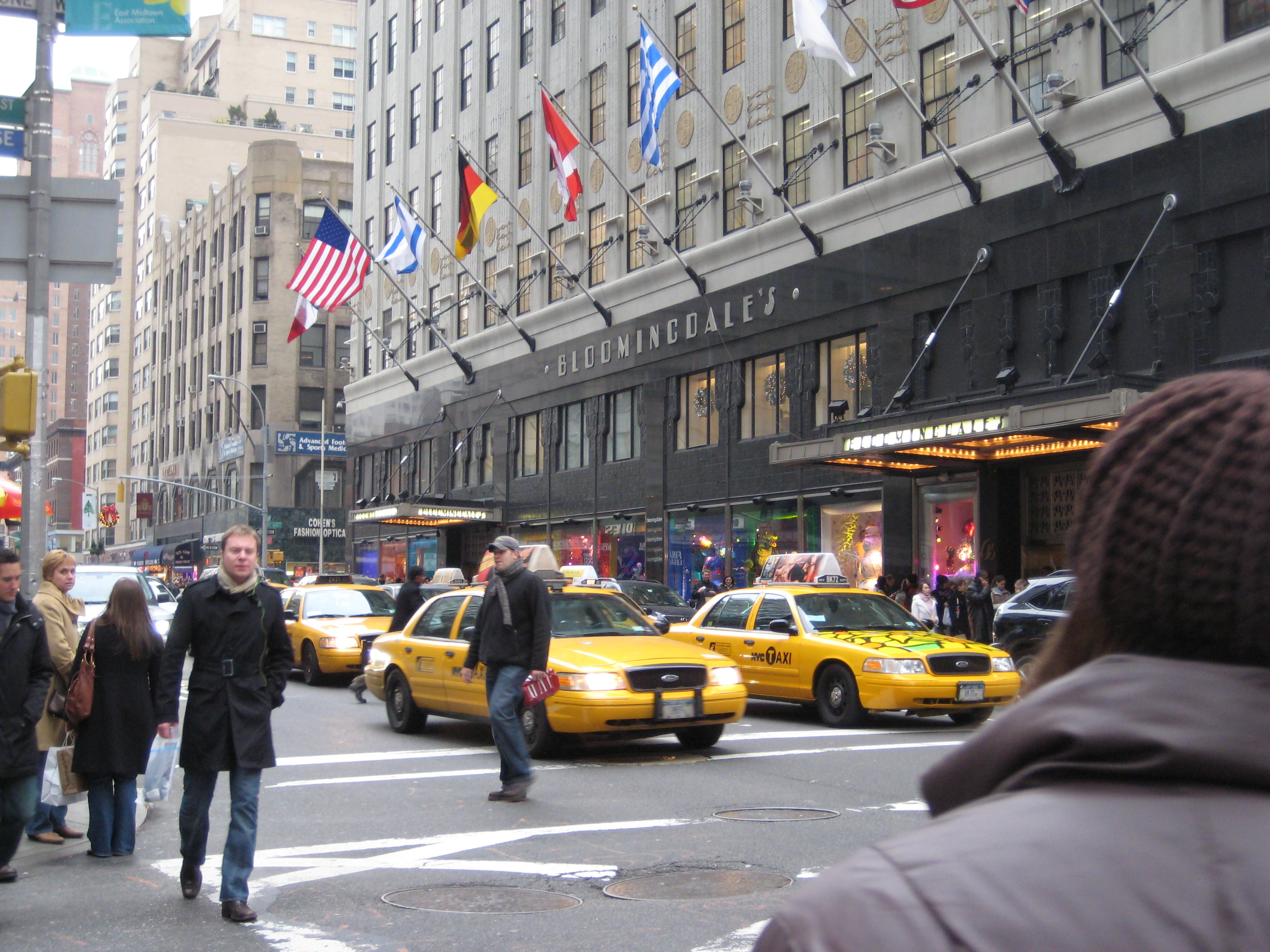
Patricia Highsmith bediente im Weihnachtsgeschäft 1948 im Kaufhaus Bloomingdale’s Kathleen Senn beim Kauf einer Puppe.

Highsmith schrieb 1989 in einem Nachwort zu der Neuausgabe von Carol über die Entstehung des Romans. Sie hatte 1948 gerade Strangers on a train beendet, dessen Erscheinen für das Folgejahr geplant war. In der Weihnachtszeit habe sie einen Job als Verkäuferin am Puppentresen des Kaufhauses Bloomingdale’s in Manhattan angenommen.
Eines Vormittags trat in dieses Chaos aus Lärm und Kommerz eine blonde Frau im Pelzmantel, kaufte eine Puppe, zahlte und ging. Dennoch war mir sonderbar und schwindelig zumute, fast wie kurz vor einer Ohnmacht, und gleichzeitig euphorisch, als hätte ich eine Vision gehabt. Highsmith habe am selben Abend in zwei Stunden das Konzept der Geschichte der Dame mit dem Pelzmantel geschrieben: Anfang, Handlung und Ende, das Konzept wurde später aus dem Nachlass als The Bloomingdale Story veröffentlicht. Die Autorin kann also in Therese wiedergefunden werden, die sich mit dem Idealbild einer Carol identifiziert. Am nächsten Tag habe sie mit Windpocken im Bett gelegen.
Der Highsmith-Biograf Andrew Wilson und der deutsche Literaturwissenschaftler Paul Ingendaay rückten anhand der Tagebuchaufzeichnungen und Notathefte den zeitlichen Ablauf etwas zurecht. Wilson fand über das Leben der Dame im Pelz, die bei Bloomingdale’s eine Puppe für eine ihrer Töchter kaufte und die Highsmith nie wiedergesehen hatte, Jahrzehnte später tatsächlich etwas heraus, während Highsmith erfolglos geblieben war, als sie sich am 30. Juni 1949 in den Zug nach Ridgewood gesetzt hatte, um ihre „Carol“, alias Mrs. Kathleen Senn, zu Gesicht zu bekommen.
Nach ihrem Europa-Trip und unter dem Eindruck ihrer Liebesbeziehung zu Kathryn Cohen setzte Highsmith im Herbst 1949 ihre Arbeit an dem Roman auf der Rückfahrt mit einem Frachtschiff von Genua nach New York fort. Zunächst hatte das Konzept den Arbeitstitel „The Argument of Tantalus“, „Tantalus“ stellvertretend für die Qualen, die Homosexuelle in der Gesellschaft auszustehen haben. Im Oktober 1950 wählte sie gemeinsam mit ihrer Lektorin den optimistischen, weil offenen Schluss des Romans. Highsmith hatte allerdings Bedenken, einen „lesbischen“ Roman zu veröffentlichen. Sie wollte nicht als Autorin lesbischer Bücher abgestempelt werden. Sie stimmte aber dem Vorschlag ihrer Lektorin zu, ein Pseudonym zu verwenden.
Am 19. Januar 1951, ihrem 29. Geburtstag, hielt sie ihre Arbeit für abgeschlossen. Auf Ann Smiths Vorschlag hin wählte sie Claire Morgan als Pseudonym. Ihr Verlag Harper & Brothers lehnte das Buch schließlich trotz des gezahlten Vorschusses und des erfolgten Lektorats ab mit der Begründung, sie sei zu nah am Thema und ihre Herangehensweise sei zu wenig reif. Das Buch erschien daher im April 1952 bei Coward-McCann, New York unter dem Titel The Price of Salt und verkaufte sich ab dem Folgejahr in der 25 Cents-Paperbackausgabe bei Bantam über eine Million Mal. Mit der Werbung The novel of a love society forbids warb Bantam mehrdeutig für das Paperback, obwohl der Roman keine einzige verbotene, weil explizite Sexszene aufweist.

## Hintergrund
Homosexualität war zu Beginn der Fünfzigerjahre in den USA in jedem Fall gesellschaftlich geächtet und homosexuelle Männer wurden in der McCarthy-Ära aus dem öffentlichen Dienst entfernt. Wenn Romane überhaupt von homosexuellen Beziehungen handelten, endeten sie mit der „Bekehrung“ der Protagonisten oder ihrem Tod. Taschenbücher wurden von den Clubs mit der Post verschickt und von der Postbehörde zensiert, und nichts, was ein „perverses“ Leben guthieß, hätte eine Chance gehabt. Highsmith hingegen ließ ihren Roman über die lesbische Liebe zweier Frauen zuversichtlich enden.

## Rezeption
Das Buch wurde millionenfach verkauft und „Claire Morgan“ erhielt sehr viele zustimmende Leserbriefe, die Patricia Highsmith – unter diesem Pseudonym  – zum Teil auch beantwortete.

## Ausgaben
- Claire Morgan: The Price of Salt. Coward-McCann, New York 1952.
- Claire Morgan: The Price of Salt. Veränderte Neuausgabe mit einem Nachwort von Claire Morgan vom Oktober 1983. The Naiad Press, Tallahassee 1984.
- Carol. Nachwort 1989. W. W. Norton & Company, 1990.
- Carol. Roman einer ungewöhnlichen Liebe. Nachwort der Autorin 1989. Übersetzung Kyra Stromberg. Diogenes, Zürich 1990, ISBN 3-257-01843-6; als: Diogenes-Taschenbuch, Band 22487. Diogenes, Zürich 1992, ISBN 3-257-22487-7.
- Salz und sein Preis. Nachwort der Autorin 1989. Im Anhang: The Bloomingdale Story. Übersetzung Melanie Walz. Nachwort von Paul Ingendaay. Editorische Notiz von Anna von Planta. Diogenes, Zürich 2005, ISBN 3-257-06402-0.

## Film
Die Filmrechte lagen seit 2003 bei der britischen Produktionsfirma Film4 Productions. Der Film Carol wurde 2013 gedreht und kam im Herbst 2015 heraus, nachdem er im selben Jahr in Cannes gezeigt worden war, wo die Schauspielerin Rooney Mara für ihre Darstellung der Therese ausgezeichnet wurde.

## Hörspiel
BBC Radio adaptierte in seiner Reihe „15 Minute Drama“ das Buch als Hörspiel. Mit Miranda Richardson als Carol und Andrea Deck als Therese wurde das Hörspiel im Dezember 2014 in fünf Episoden ausgestrahlt.